# Zeindorf
Zeindorf je naselje v Občini Kappel am Krappfeld v Okraju Šentvid ob Glini na Koroškem v Avstriji.